# 제임스 매그너슨
제임스 매그너슨(영어: James Magnussen, 1991년 4월 11일 ~ )은 오스트레일리아의 수영 선수이다.
뉴사우스웨일스주 포트매쿼리에서 태어나 시드니로 이주한 매그너슨은 2010년 브랜트 베스트 아래 훈련을 받고 2012년 하계 올림픽 선발 시합에서 50m와 100m 자유형에 나가 모든 예선, 준결승과 결승전을 우승하여 2개의 개인 최고 기록을 세웠다. 100m에서 47.10초의 그의 시간은 역사상 4번째로 가장 빨랐다.
2011년 상하이에서 열린 세계 수상 선수권 대회에서 100m 자유형을 우승하면서 국제적 명성을 얻었다. 20세의 나이로 매그너슨은 47.63초를 세워 우승하여 100m 자유형의 세계 챔피언에 왕관이 쓰인 첫 오스트레일리아 선수가 되었다. 400m 자유형 계주에서도 오스트레일리아 팀이 우승하는 데 이끌었다.
2012년에 올림픽 데뷔를 한 매그너슨은 400m 자유형 계주에서 4위를 하다가, 400m 혼계영에서 맷 타깃, 에이먼 설리번, 제임스 로버츠와 팀을 이루어 3위를 하였다.
100m 자유형에서 향상을 향한 그는 결승전을 위하여 가장 빠르게 합격하면서 보상을 위하여 세운 것 같아 보였다. 그는 절반의 점에서 5위 자세로 돌아서 돌진하였으나 자신을 0.01초 차이로 꺾은 미국의 네이선 에이드리언을 따라 잡지 못하여 은메달에 그쳤다.

## 같이 보기
- 올림픽 수영 남자 메달리스트 목록